# Aiguamarina
|  | Per a altres significats, vegeu «Aiguamarina (pel·lícula)». |

L'aiguamarina és la varietat de color blau verdós pàl·lid del beril. Es tracta d'una gemma molt apreciada en joieria per la seva duresa, que permet una gran diversitat de talls. El seu color i brillantor recorden l'aigua del mar.
El to blavós de l'aiguamarina es deu a la presència de Fe2+, mentre que el verdós es deu a les inclusions de Fe3+ i es pot eliminar amb un lleuger tractament tèrmic. Aquesta és una pràctica habitual, ja que l'aiguamarina és més valuosa com més fosc sigui el color blau que presenti.
Entre les varietats de beril, és la que menor densitat presenta, normalment menor de 2,7 g/cm³.

## Formació
El beril és un mineral d'origen magmàtic associat a roques granítiques, de manera que les seves varietats, com l'aiguamarina, també ho són. Aquest mineral s'origina en la fase pegmatítica, normalment a temperatures entre els 1.000 °C i els 600 °C. També es pot formar en jaciments hidrotermals, associat amb un altre tipus de pedres. En particular, l'aiguamarina sol trobar-se en pràcticament tots els llocs on hi hagi beril, en cristalls de totes les mides.
Habitualment, les aiguamarines solen presentar-se en pedres de 10 quirats. No obstant això, el 1910 es va trobar a la ciutat de Marambaia, Mines Gerais, Brasil, un exemplar que pesava 110 quilos. Aquesta aiguamarina és la més gran que s'ha trobat, i les seves dimensions eren de 48,5 cm de llarg i 42 cm de diàmetre.
Els jaciments d'aiguamarina són molt nombrosos. Es poden trobar aiguamarines a Itàlia, Sri Lanka, Índia i als Estats Units. També en bastants països africans, com Zàmbia, Nigèria, Madagascar, Kenya, Tanzània i Malawi. Les mines més importants són les de Brasil: Minas Gerais, Badia i Espirito Santo. No obstant això, els exemplars més cotitzats provenen dels Urals (Rússia).

## Etimologia i història
El nom aiguamarina ve del llatí Aqua Marina, 'aigua del mar'. El seu nom fa referència al seu color. A causa també del seu color, l'aiguamarina es coneixia antigament com la pedra del mariner. Antigament, els mariners la portaven com a talismà contra el mareig i les tempestes. Durant l'edat mitjana, els alquimistes pensaven que l'aiguamarina prevenia la retenció de líquids i que millorava la digestió. També es creia que aquesta pedra actuava com a antídot de qualsevol verí.